# Zigfrīda Annas Meierovica bulvāris

Le boulevard Zigfrīda Annas Meierovica (letton : Zigfrīda Annas Meierovica bulvāris) est un boulevard à Rīga en Lettonie,.

## Présentation
Situé dans le quartier Centrs, le boulevard Siegfried Annas Meierovics part de la rue Krišjāņa Valdemāra iela et se termine à l'intersection avec la rue Kaļķu iela, après l'intersection elle est prolongée par le boulevard Aspazijas bulvāris.
La longueur du boulevard Siegfried Annas Meierovics est de 503 mètres.

## Histoire
Le boulevard a été construit à la fin des années 1850 après la démolition des fortifications de Riga. 
Le plan initial était d'appeler la rue Boulevard du Canal urbain (en letton : Pilsētas kanāla bulvāri), cependant, en 1860, la rue fut nommée Boulevard de la Bastide (en letton : Basteja bulvāri) et en 1861 elle fut ouverte à la circulation. En 1929, le boulevard a reçu son nom actuel, en l'honneur du ministre letton des Affaires étrangères tragiquement décédé, Zigfrīds Anna Meierovics.
Pendant la Seconde Guerre mondiale, après l'occupation soviétique de 1941, il fut rebaptisé Boulevard Soviétique (en letton : Padomju bulvāri), et pendant l'occupation allemande, Anneau de l'Ordre allemand (en allemand : Deutschordens Ring).
En 1990, le boulevard a été rebaptisé Basteja bulvāri, conservant la numérotation du boulevard soviétique, car jusqu'en 1950 la numérotation des bâtiments de la rue partait de la rue Kalľku iela. 
En 2008, le boulevard a été rebaptisé boulevard Zigfrīda Annas Meierovica bulvāris.

## Galerie

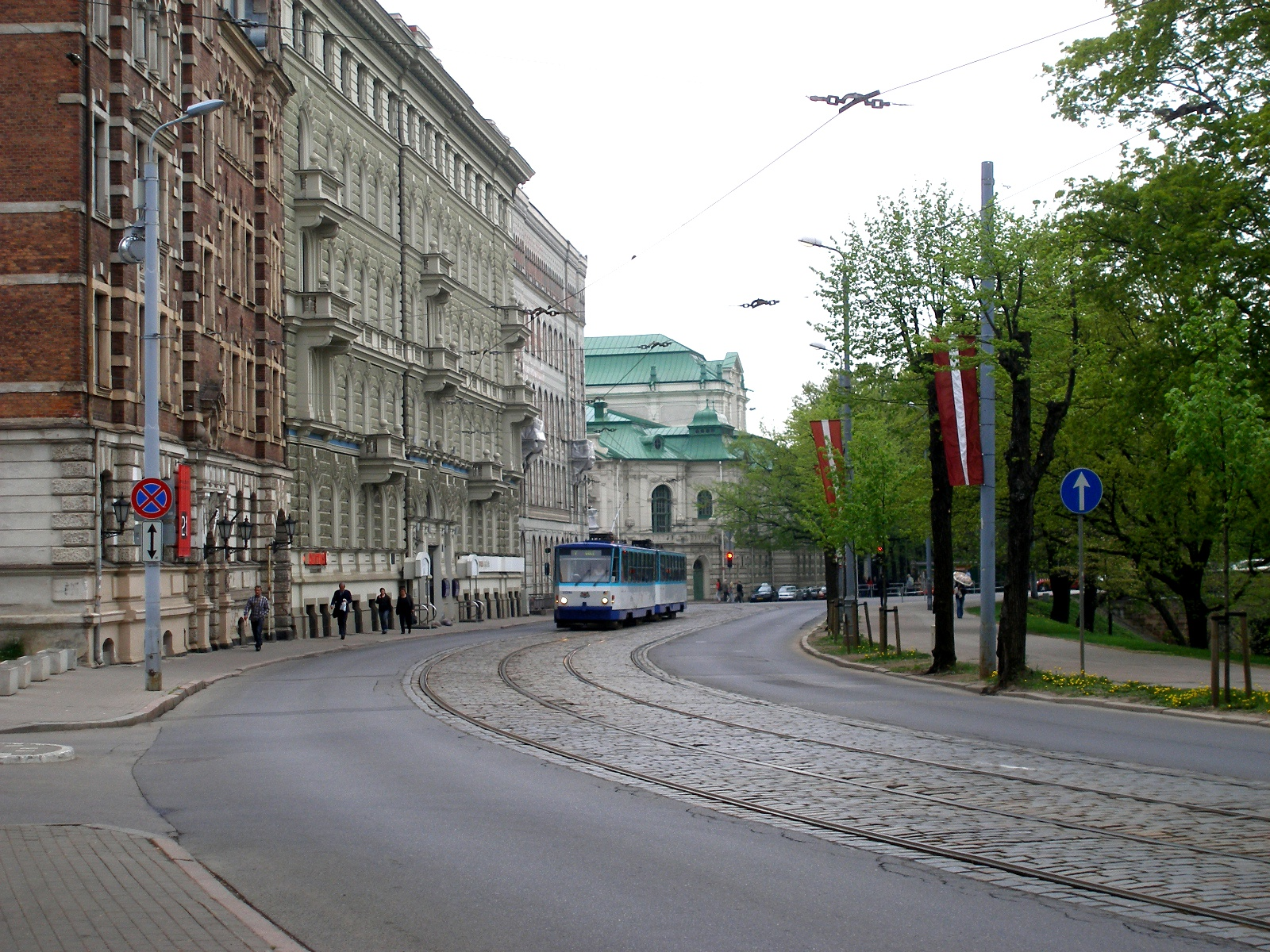
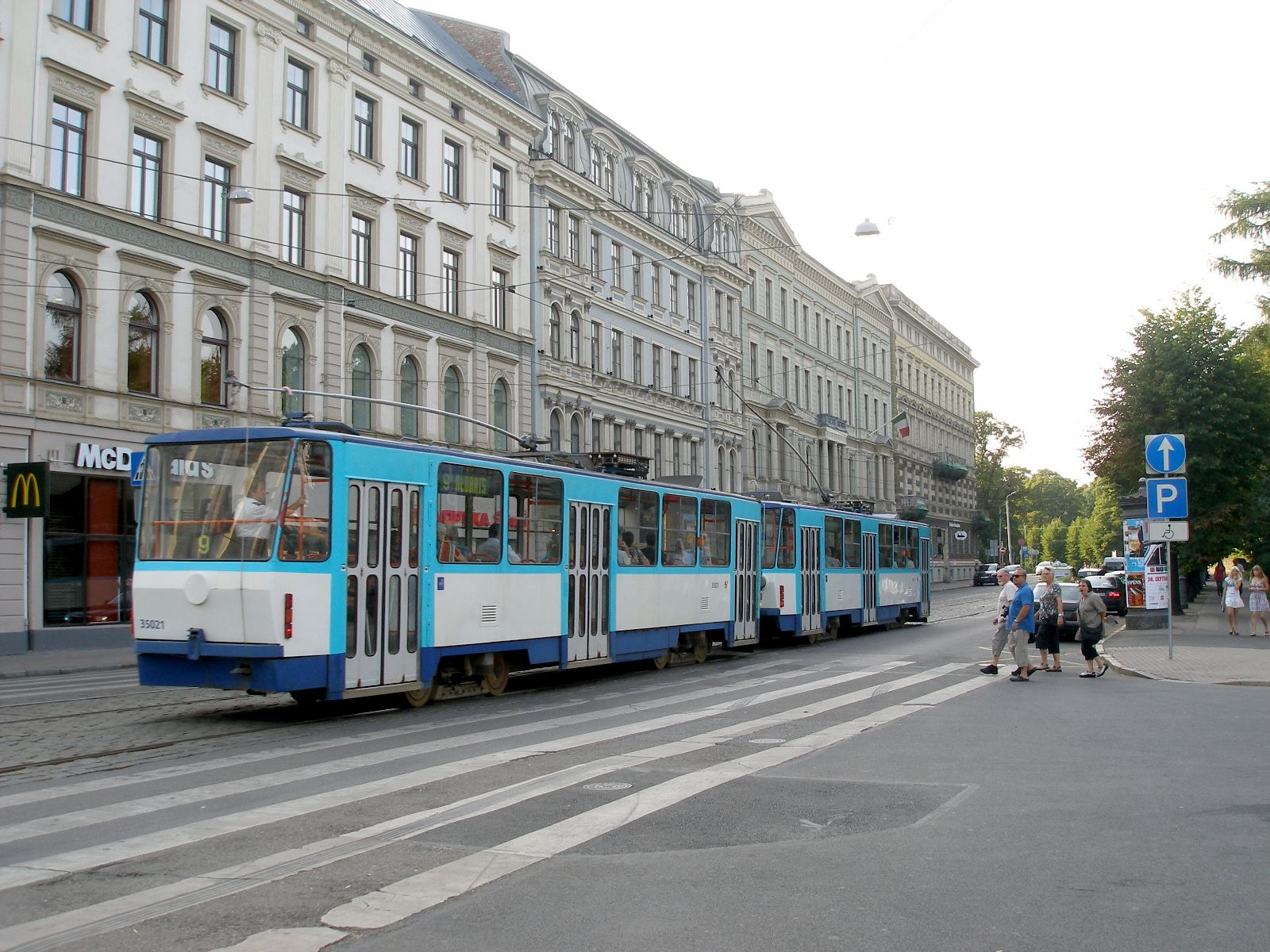
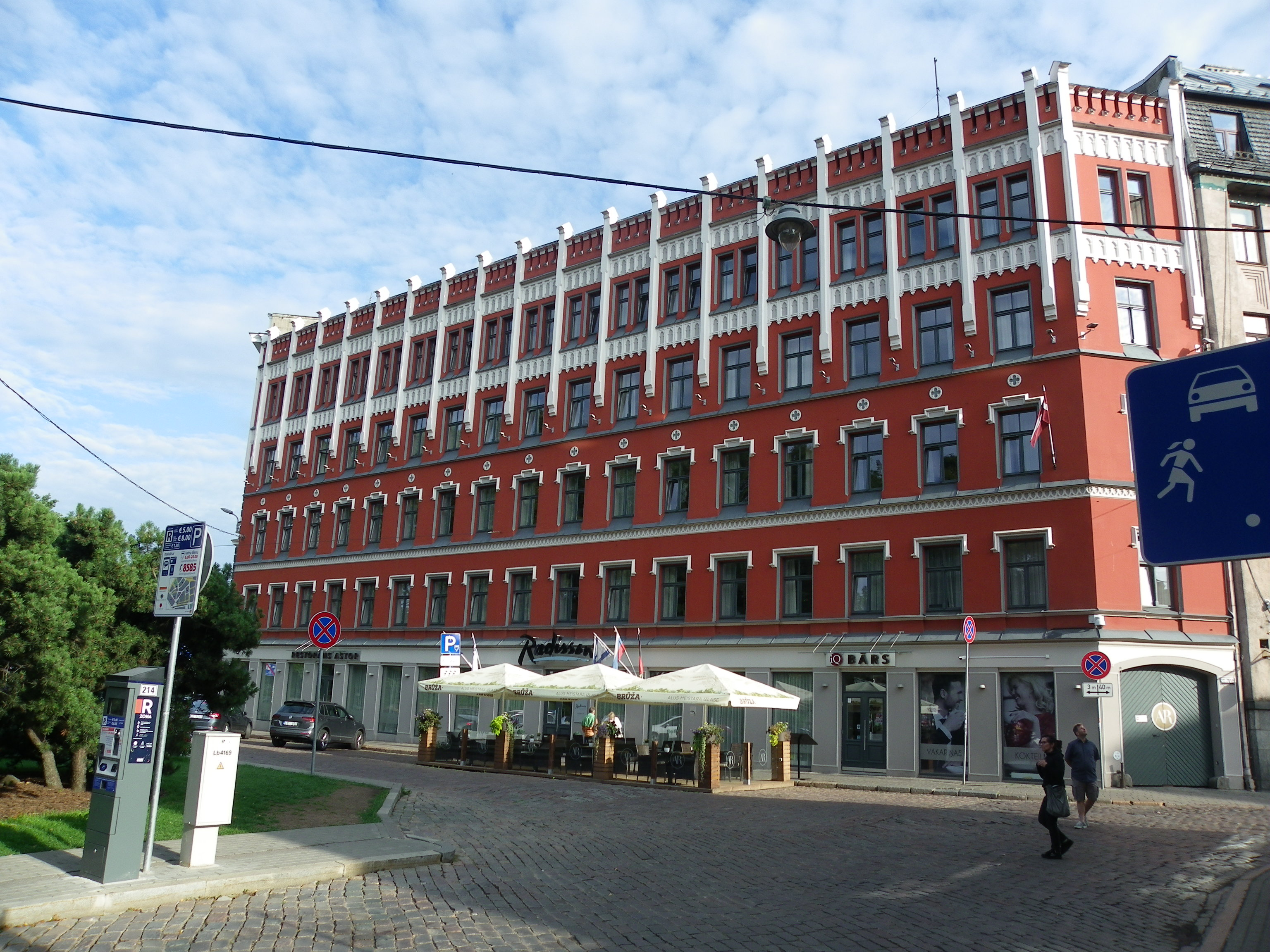
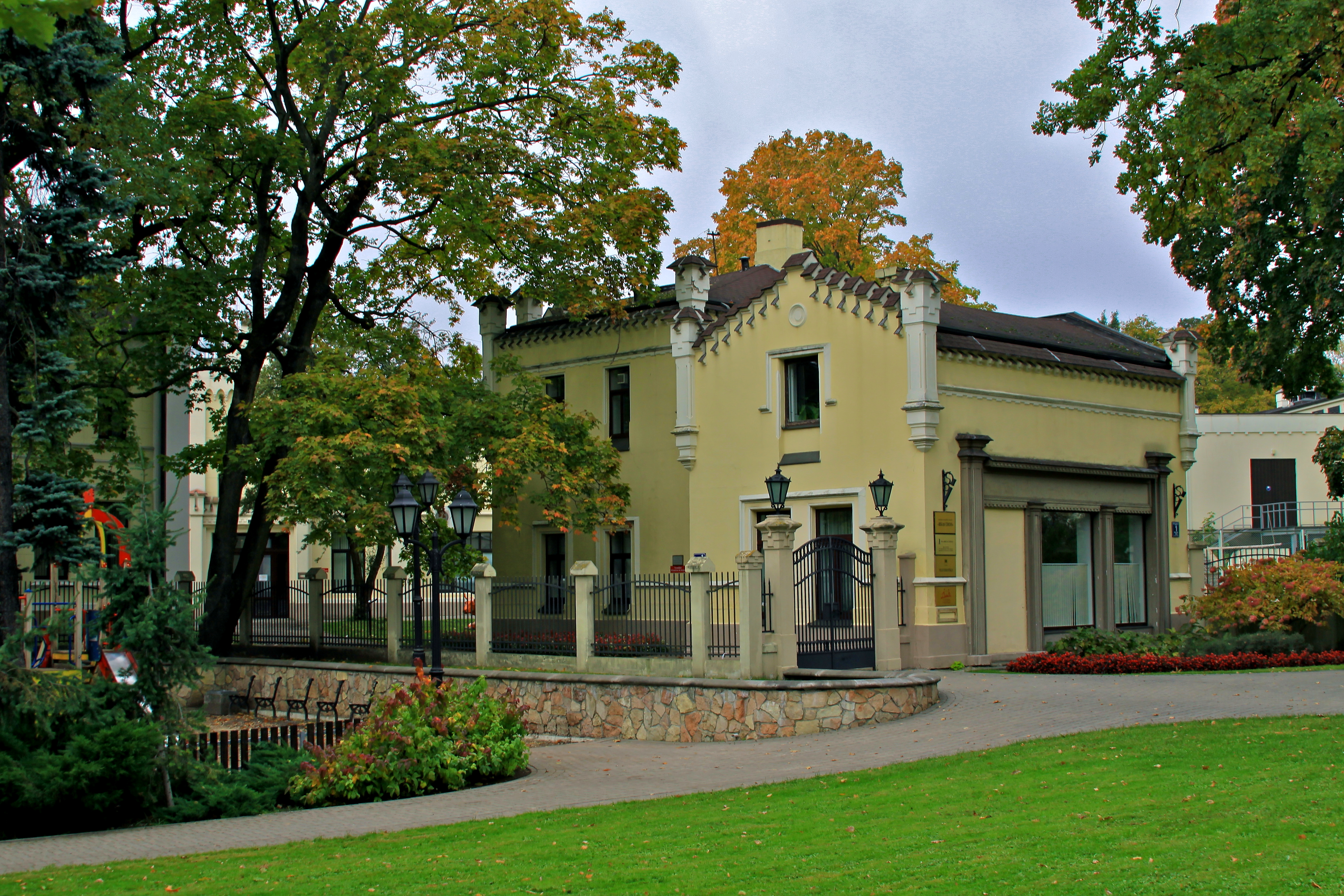

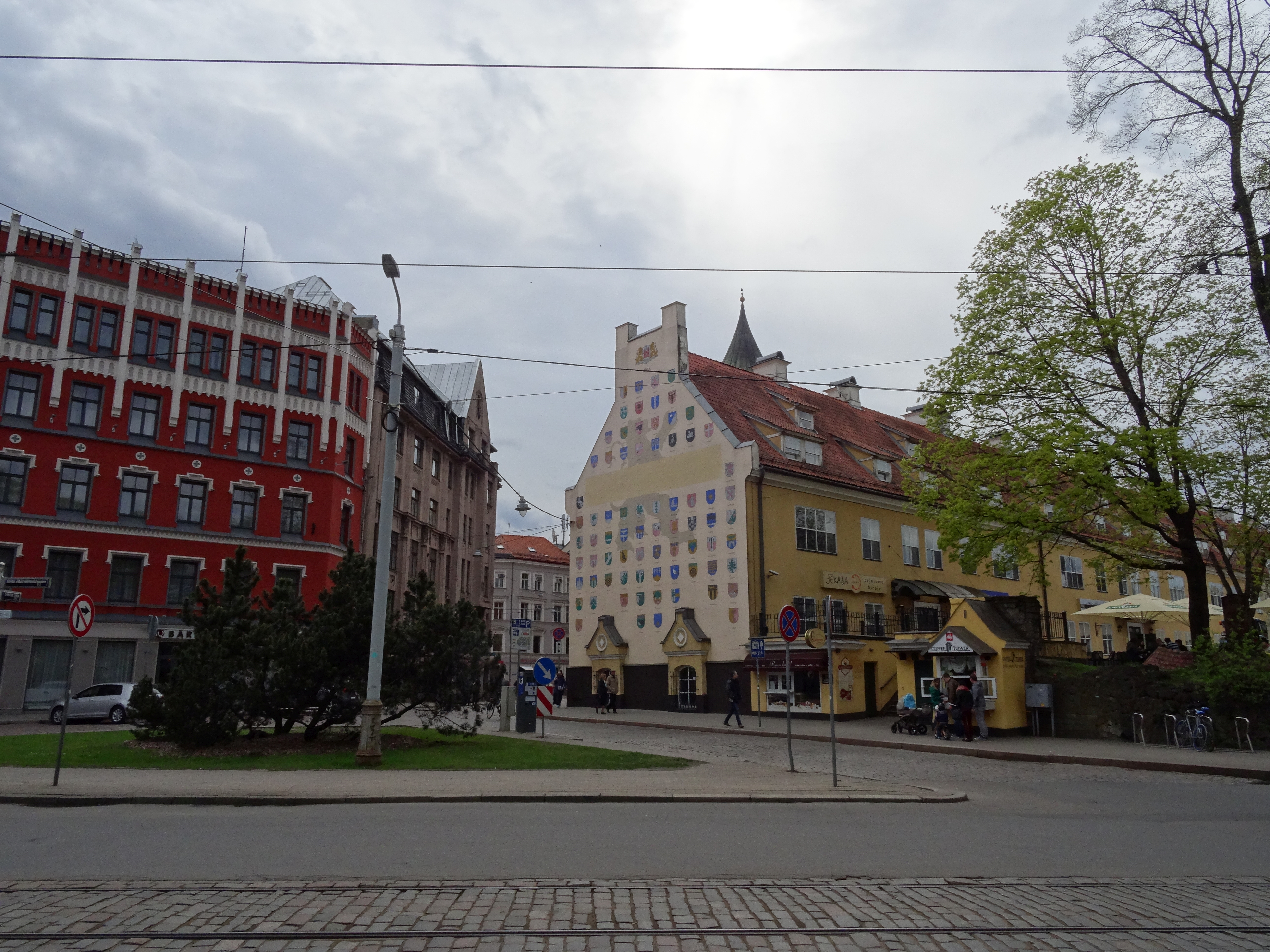
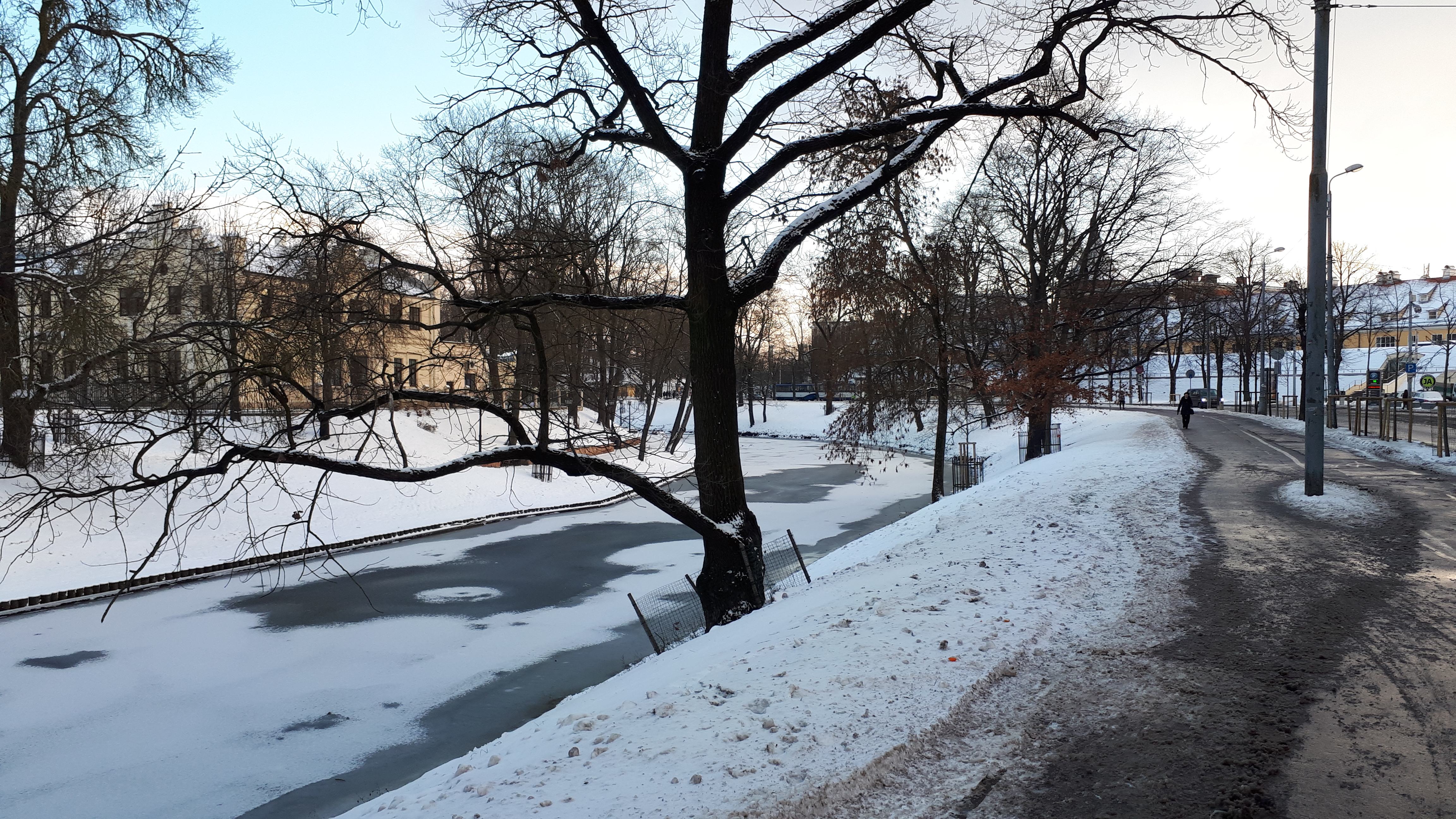
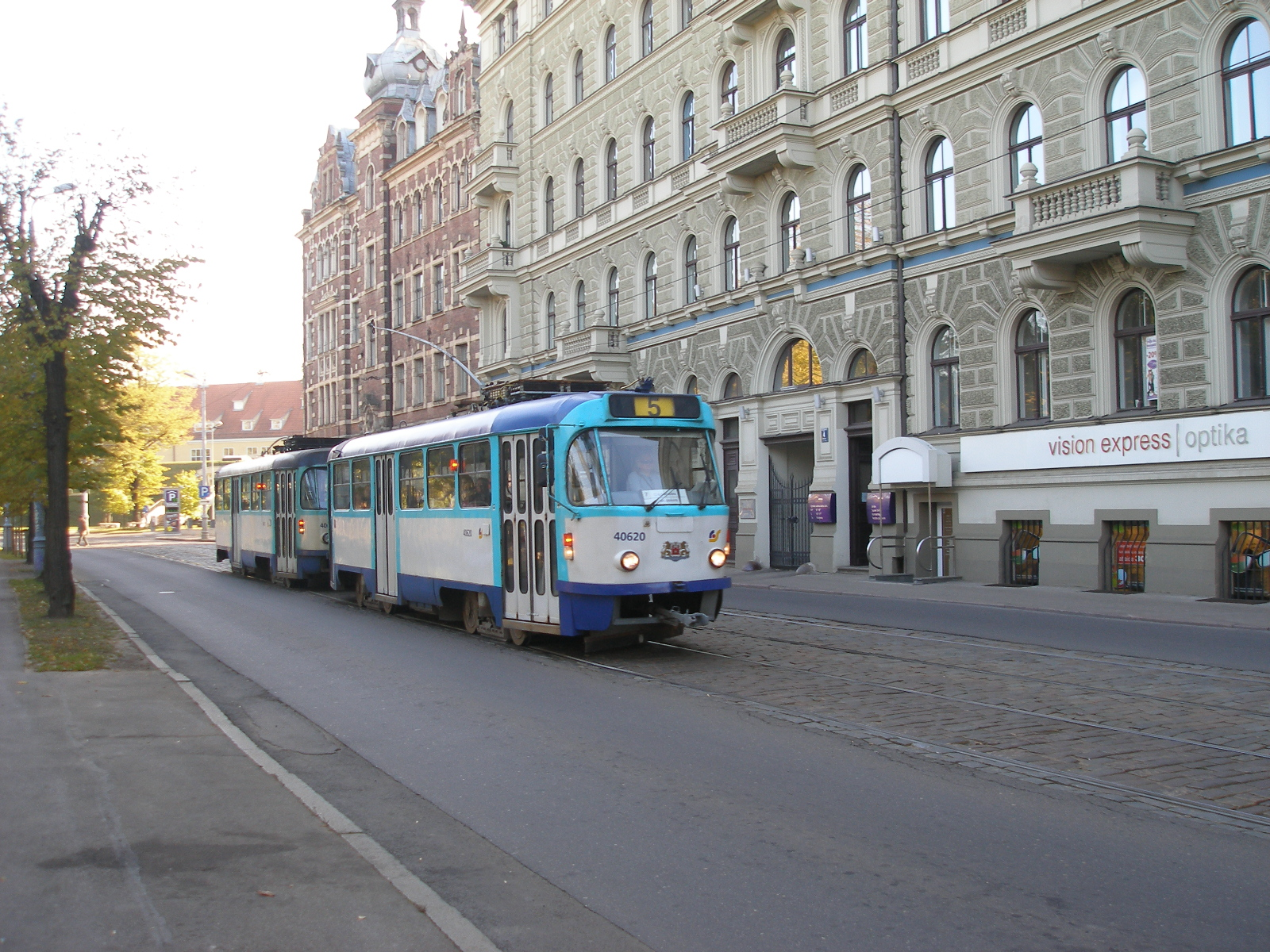
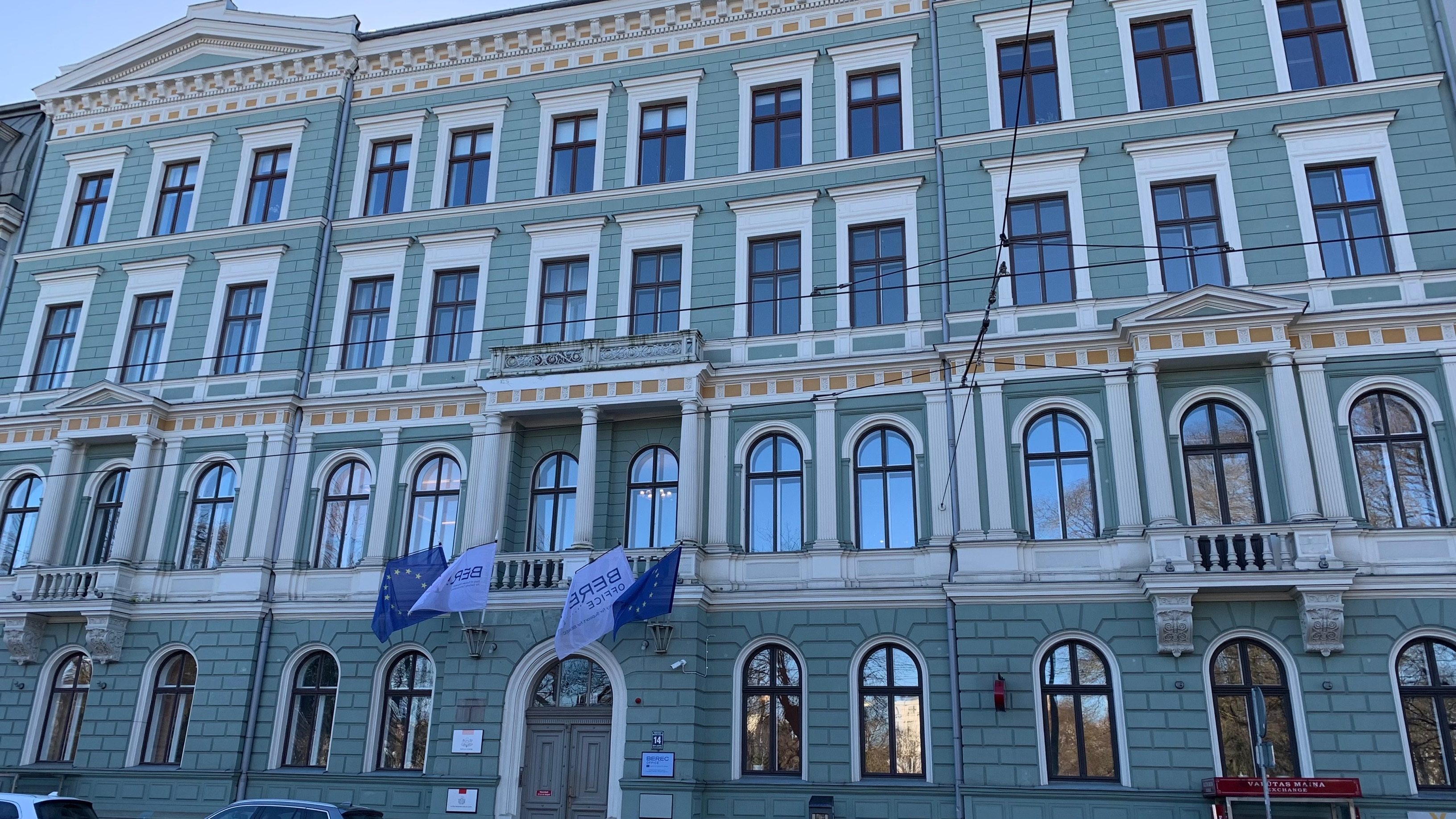

## Transports
- Tramway : 5 7 11